# Seán MacSwiney
Seán MacSwiney (irisch Seán Mac Suibhne) war ein irischer Politiker der Sinn Féin. 
Er wurde 1921 für die Sinn Féin in den 2. Dáil Éireann gewählt und gehörte ihm von August 1921 bis Juni 1922 an. Wie seine Schwester Mary, die ebenfalls im Dáil saß, zählte er dort zu den Gegnern des Anglo-Irischen Vertrages. Bei den Wahlen 1922 zum 3. Dáil Éireann konnte er sein Mandat nicht verteidigen.
Der 1920 infolge eines Hungerstreiks gestorbene Oberbürgermeister von Cork, Terence MacSwiney, war sein Bruder.